# Gamla hamnen, Marseille

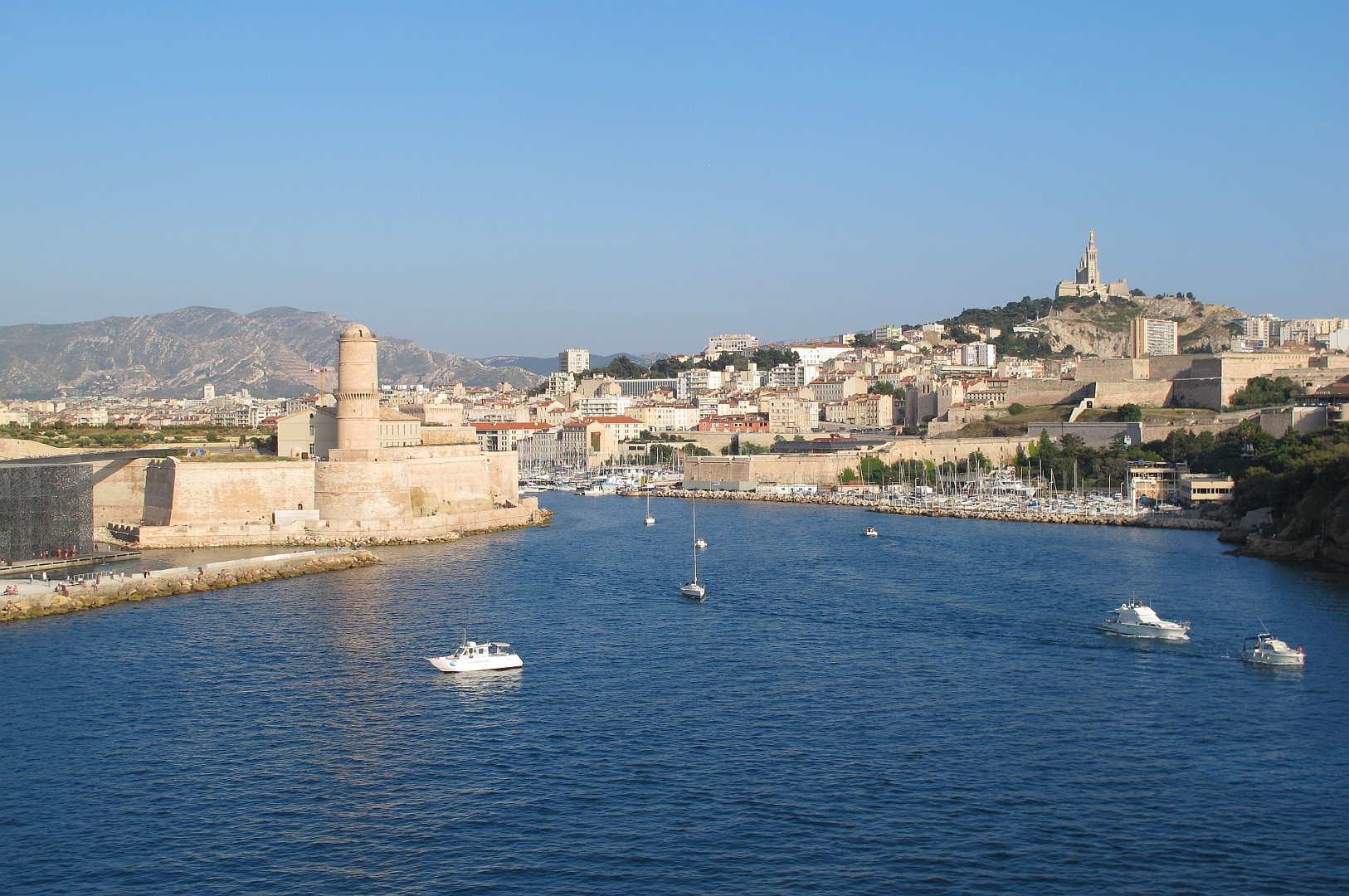
Inloppet till Gamla hamnen. Till vänster Fort Saint-Jean och till höger Notre-Dame de la Garde.

Gamla hamnen, på franska Vieux-Port, är en naturlig hamn i centrala Marseille. Hamnen har varit i bruk sedan stadens grundande omkring 600 f.Kr., då den anlades i Lacydonviken här vid Medelhavskusten. Administrativt är det gamla hamnområdet delat mellan Marseilles första, andra och sjunde arrondissement. Idag är hamnbassängen huvudsakligen småbåtshamn och omges av promenadstråk, restauranger, hotell och turistattraktioner. Sedan 1800-talet har dess funktion som hamn för större fartyg övertagits av den moderna hamnen i stadsdelen La Joliette.
Inloppet till hamnbassängen vaktas av de två forten Fort Saint-Jean och Fort Saint-Nicolas.